# 株式譲渡自由の原則
株式譲渡自由の原則（かぶしきじょうとじゆうのげんそく）とは、株主がその有する株式について、自由に他人に譲渡することができる原則のことをいう（会社法第127条）。
- 会社法について以下では、条数のみ記載する。

## 譲渡自由の原則と例外

### 原則
株式会社において、株主は間接有限責任を負うのみ（104条）であり、債権者は株主に会社債権を直接請求することは許されず、会社財産が引き当てとなるのみである。従って、株主にその出資（会社財産）の払い戻しをすることは原則として認められない。
一方で、株主にも、リスク回避を認める必要もある。債権者にとっても会社にとっても、出資をしてさえもらえれば株主が誰であっても基本的には問題がない。
以上の2つの観点から、株式譲渡自由の原則が認められているといえる。

### 例外
日本では、株式会社の中でも小規模閉鎖会社が多数を占めているという現状がある。知り合いでまたは家族で設立・経営している会社も少なくない。そのような場合には、不特定多数の者が株主になりうるという状況は望ましくない。

これを受けて、会社法は定款で株式に譲渡制限を付することを認めている（107条1項1号、108条1項4号）。譲渡制限を付する場合は、株主総会の特殊議決が必要である(309条3項1号)。

譲渡制限の内容は登記事項であり「株式・資本区」に記載される。
また、会社法は株主名簿の整備や株券発行事務の渋滞を防ぐため、会社成立前または新株発行前の株式引受人の地位（権利株）の譲渡を、会社に対して対抗できないと定めている（35条、50条2項、63条2項、208条4項）。
さらに、子会社を使っての不当な株価操作等を防止するため、子会社の親会社株式の取得を原則的に禁止している（135条1項）。